# Ancestral Legacy
Ancestral Legacy es una banda de metal gótico originaria de Froland, Noruega fundada en 1995.
Originalmente, su nombre fue Permafrost. En 1999, cambiaron su nombre por el definitivo de Ancestral Legacy y también cambiaron su estilo musical a partir del black metal / death metal a uno más tradicional de metal sinfónico.

## Discografía
Álbumes de estudio
- Of Magic Illusions (2005)
- Nightmare Diaries (2010)
- Terminal  (2014)

Demos y promos
- Ancestral Legacy (Demo, 2000)
- Emptiness (Demo, 2002)
- Of Magic Illusions (Demo, 2003)
- November (Demo, 2003)
- Goodbye Reality (Promo, 2004)

EPs
- Trapped Within the Words (2008)
- The Silent Frontier (2019)

DVD
- Crash of Silence (DVD, 2005)

## Miembros
Actuales
- Isadora Cortina  – Vocals, keyboards
- Eddie Risdal – Guitar, vocals
- Jon Rune Førland – Guitar
- Jarl Ivar Brynhildsvoll – Bass
- Christopher Vigre – Drums

Ex-miembros
- Tor Arvid Larsen – Guitar (2002–2013)
- Atle «Anton Dead» Johansen – Bass (2003–2011)
- Elin Anita Omholt – Vocals (2002–2008)
- Børre Iversen – Drums (2002–2005)
- Kjell-Ivar Aarli – Bass, vocals (1995–2002)
- Øyvind Rosseland – Synthesizer, guitar (1998–2002)
- Stefan Hammer Knutsen – Drums (2000–2001)
- Thomas Bie – Guitar (2001)